# 魔女由熙
《魔女由熙》（韓語：마녀 유희）是韓國SBS自2007年3月21日起播放的水木迷你連續劇。

## 演員陣容

### 主要角色
- 馬由熙（마유희）：韓佳人（粵語配音：陳凱婷）

一家廣告設計公司的代表理事、MK集團會長的女兒。在她小時候，一直很疼愛她的母親被父親趕出家門，因此由熙與其父親的關係一直非常不好，甚至只以「會長」來稱呼他，長大後也不與他同住，自己搬出去獨自生活。而在那樣的環境下長大的由熙，也逐漸地養成了一種奇怪的性格——喜歡穿全套黑色的衣褲鞋子、架上黑色粗框眼鏡，別人做了些逆自己想法的事情的話就動口罵人甚至出手打人。因此，其他人在她還身在遠處時，也已經感受到有一股寒氣自她那裡散發出來，由熙也因而被冠上「魔女」的稱號。她這樣的性格，也令她在與初戀情人分手後，相親了很多次也無法成功找到對象。
- 蔡戊龍（채무룡）：在喜（粵語配音：陳廷軒）

炸醬麵店「戊龍閣」（무룡각）東主的長子。自小在父親的薰陶下就喜歡上料理，長大後更特別對法國菜情有獨鍾。因此，雖然其母親曾強逼他去讀醫科，但他只讀了一年就休學了。休學後一直邊看書自學（尤其是Jhonny Grooger所著作的），邊找餐廳打工。然而因他自認為自己的料理技術非常了得（雖然的確很不錯），而經常當面評論其上司們的料理技藝的不足，因而每份工作才剛做了不久就被辭退了，後來甚至有餐廳聽聞過他的「名聲」而不敢聘用他。
- 柳俊河（유준하）：金楨勳（粵語配音：黃啟昌）

原來是由熙在大學的學長，也是其初戀情人。然而，由熙的父親並不認同他們這段感情，因而出手把他們拆散，並將俊河送往外國讀書以作補償，也不許他再跟由熙聯繫——雖然由熙在整件事情上，似乎一直被蒙在鼓裡。畢業回國後，就在一所醫院當胸外科醫生。
- Jhonny Grooger（[1]）：丹尼斯·吳

從紐約回來、被譽為「美國的傑米·奧利佛」的法國料理名廚，是由熙的好朋友。回來後，在由熙的協助下，在N首爾塔一家法國餐廳當總廚。他也撰寫過不少與法國料理有關的書籍。
- 南承美／鄭承美（[2]）：全慧彬（粵語配音：曾秀清）

原來為戊龍的中學同學兼好友，後來便與他發展成一對情侶。在Jhonny工作的餐廳任職餐廳經理。

### 其他角色
- 李組長（이팀장）：成東鎰

由熙所在的廣告公司的組長。他也是由熙的父親馬會長的「線人」，常向會長匯報由熙的情況。
- 喜貞：

由熙的秘書。非常愛美，常因灑了香水或在公司化妝而遭由熙斥責。
- 韓世拉（한세라）：黃智賢（粵語配音：許盈）

由熙的大學同學。在遇上Jhonny後便被他深深地吸引着，令Jhonny感到不勝其煩。
- 馬忠彪會長（마충표 회장）：邊希峰

MK集團的會長、由熙的父親。雖然他稱所有對其女兒所做的事情都是為她好，但似乎並沒有顧及到她的感受。
- 馬波瀾（마파란）：

小學生。在由熙還未長大時，他被由熙的父親帶回家收養。後來由熙才知道，這個年紀比她小很多的「弟弟」，正是其母親在被趕出家門並改嫁後所生的兒子。波瀾出生後，其父母在一次交通意外中身亡，馬會長因而收養了他。
- 蔡秉西（채병서）：安奭奐

戊龍的父親，也是炸醬麵店「戊龍閣」東主。年輕時曾獲多個與料理有關的獎項，然而隨着年齡的增長，其料理的技藝、味覺等也慢慢地減弱了，所以現在只能打理一家小小的中華料理店。
- ：宋玉淑

戊龍的母親。
- 蔡松華（채송화）：趙桂形（粵語配音：張預東）

戊龍的弟弟。不時與人結怨而招惹麻煩。曾一度學習過跆拳道。
- 鄭瑪麗（정마리）：李倸英

Jhonny的下屬。其法國料理廚藝也不比戊龍遜色。她與韓世拉一樣暗戀Jhonny，兩人也因此時常發生爭執。
- 美京

松華的女朋友。起初因她聲稱懷上了松華的骨肉，而且又無家可歸，松華的父母才收留了她。然而後來被發現，那只是因為她怕松華會離開她而編造出來的謊言。

## 其他搭配歌曲
- 台灣緯來戲劇台版本
  - 片頭曲：櫻桃幫《七》
  - 片尾曲：南拳媽媽《笑著流淚》

## 製作人員
- 導演：田基湘
- 責任監製：
- 編劇：
- 原作：
- 攝影監督：
- 照明監督：
- 同步錄音：
- （鏡頭用）起重機：
- 場景設計：
- 編輯：
- 作曲、編曲：
- 小道具：、
- 服裝：
- 美容：
- 化妝：、
- 現場指導：、
- 製作部：、
- 輔助作家：
- 副導演：
- 製作：ZeroOne Interactive

## 播出時間
韓國從2007年3月21日到5月10日，逢星期三、四晚21:55在SBS播出。
台灣也於2007年7月2日週一至週五晚間十點於緯來戲劇台首播。
中国安徽电视台（卫星频道）于2008年7月27日起每晚22:45（前四天为22:05）播出。

## 外景拍攝場地
- N首爾塔

Jhonny、承美和後來戊龍工作的餐廳就在這裡。
- Daewoo Trump WorldⅡ

由熙就是在這裡居住。

## 其他資料
- 飾演戊龍的在喜和飾演戊龍父親的演員，過去亦曾在《豪傑春香》一劇中飾演兩父子。此外，兩人也是繼《豪傑春香》和《My Girl》後，再次與導演田基湘合作。

## 外部連結
- 韓國SBS官方網站 （页面存档备份，存于）
- 台灣緯來官方網站 （页面存档备份，存于）（繁體中文）
- DramaWiki上的介紹 （页面存档备份，存于）（英文）

## 作品的變遷
| 韓國 SBS 水木劇                          | 韓國 SBS 水木劇                    | 韓國 SBS 水木劇 |
| ---------------------------------------- | ---------------------------------- | --------------- |
|                                          | 魔女由熙 （2007.3.21 - 2007.5.10） |                 |
| 外科醫生奉達熙 （2007.1.17 - 2007.3.15） | 錢的戰爭 （2007.5.16 - 2007.7.5）  |                 |

| 台灣 緯來戲劇台 星期一至五 22:00 - 23:00 | 台灣 緯來戲劇台 星期一至五 22:00 - 23:00 | 台灣 緯來戲劇台 星期一至五 22:00 - 23:00 |
| ---------------------------------------- | ---------------------------------------- | ---------------------------------------- |
|                                          | 魔女遊戲 （2007.7.2 - 2007.8.3）         |                                          |
| 幻想情侶 （2007.5.29 - 2007.6.29）       | Hello 小姐 （2007.8.6 - 2007.9.10）      |                                          |

| 香港 有線娛樂台 星期一至五 23:00 - 00:00 | 香港 有線娛樂台 星期一至五 23:00 - 00:00  | 香港 有線娛樂台 星期一至五 23:00 - 00:00 |
| ---------------------------------------- | ----------------------------------------- | ---------------------------------------- |
|                                          | 魔女遊戲 （2007.12.27 - 2008.01.25）      |                                          |
| 狗與狼的時間 （2007.11.26 - 2007.12.26） | 變身特派員III （2008.01.28 - 2008.02.08） |                                          |

| 香港 無綫電視J2台 星期一、二 21:00 - 22:30 | 香港 無綫電視J2台 星期一、二 21:00 - 22:30 | 香港 無綫電視J2台 星期一、二 21:00 - 22:30 |
| ------------------------------------------ | ------------------------------------------ | ------------------------------------------ |
|                                            | 魔女遊戲 （2009.3.2 - 2009.4.21）          |                                            |
| 快刀洪吉童 （2008.12.1 - 2009.2.17）       | 逃學一姐 （2009.4.27 - 2009.5.19）         |                                            |